# Anna Dahlén Karlsson
Anna Dahlén Karlsson, född 1956, är en svensk guldsmed.
Dahlén Karlsson studerade vid guldsmedsskolan 1977-1980 och avlade gesällprov 1981 därefter har hon deltagit i fristående kurser vid Linköpings universitet. Hon har varit verksam i egen guldsmedsateljé sedan 1987. Hon driver tillsammans med Gerd Wetteholm sedan 1977 designföretaget Svenska smycken i kavaljersflygeln på Rottneros. Separat har hon ställt ut vid Värmlands konsthantverkare i Karlstad 1991 samt deltagit i samlingsutställningar på bland annat Värmlands museum, Gösta Berlings Kavaljersflygel vid Rottneros park, Arvika Konsthall, Kristinehamns konsthall och med Värmlands konsthantverkare i Karlstad.
Bland hennes mer kända uppdrag är Regeringens 18 års gåva till Kronprinsessan Viktoria 1995.